# Wacław Iszkowski
Wacław Bogdan Iszkowski (ur. 5 września 1949 w Gliwicach) – polski informatyk i działacz społeczny.

## Życiorys
Absolwent Wydziału Elektroniki Politechniki Warszawskiej (1972). Ma stopień naukowy doktora nauk technicznych (1978). Był adiunktem w Instytucie Informatyki Politechniki Warszawskiej (1972–1991).
Był prezesem Polskiej Izby Informatyki i Telekomunikacji w latach 1993–2016. Był członkiem Komitetu Informatyki PAN. W latach 80. był redaktorem w piśmie Informatyka.
W latach 1987 i 1989 pracował w Tessel AB w Szwecji jako projektant oprogramowania systemowego i CAD. W latach dziewięćdziesiątych był kolejno konsultantem firmy Oracle z Wiednia, organizującym obecność Oracle’a w Polsce (1990), dyrektorem ds. marketingu w Digital Equipment Polska (1991–1994). Założył firmę konsultingową „Iszkowski&ska” (1994–1999). Był wiceprezesem zarządu i dyrektorem generalnym firmy 2SI Sieciowe Systemy Informacyjne (1995–1996). Pełnił funkcję business development & marketing manager w EDS Poland (1997–1999). W latach 1999–2005 był doradcą ds. strategii w TP.Internet.
W latach 2004–2006 był członkiem zarządu EICTA.
Organizator Kongresów Informatyki Polskiej (1994, 1998 i 2003) oraz współautor i redaktor raportów kongresowych, dotyczących strategii rozwoju informatyki w Polsce. Był członkiem Rady Informatyki (potem Teleinformatyki) przy prezesie Rady Ministrów oraz wielokrotnie ekspertem delegacji rządowych na konferencjach dotyczących rozwoju społeczeństwa informacyjnego oraz planu eEurope 2005. Członek Rady Telekomunikacji przy Prezesie URTiP (2004–2006). W latach 2005–2014 członek Rady Informatyzacji (jako przewodniczący w 2013).
Jest autorem oraz współautorem licznych podręczników akademickich i publikacji popularnonaukowych dotyczących programowania, systemów operacyjnych oraz projektowania systemów informatycznych, a także organizacji rynku teleinformatycznego.

## Publikacje
- Programowanie w języku BASIC, skrypt, Państwowe Wydawnictwo Naukowe (PWN), 1982, 1986  (współautor: Marek Maniecki) ISBN 8301009713.
- Programowanie współbieżne, Wydawnictwa Naukowo-Techniczne (WNT), 1982 (współautor: Marek Maniecki), ISBN 8320403537.
- Nauka programowania w języku BASIC dla początkujących Wydawnictwo Naukowo-Techniczne (WNT), 1987, ISBN 8320408342
- Projektowanie systemów operacyjnych w ujęciu syntetycznym, skrypt, PWN, 1987, (wsp. Małgorzata Kalinowska-Iszkowska, Marek Maniecki), ISBN 8301075376.
- Praktyka zarządzania międzynarodowego w Polsce, Difin, 2000, ISBN 8372510806.

## Nagrody i odznaczenia
- Krzyż Kawalerski Orderu Odrodzenia Polski za wybitne zasługi dla rozwoju informatyzacji w Polsce (2005)[8][9].
- Członek Honorowy Polskiego Towarzystwa Informatycznego[10].
- Dwukrotny laureat nagrody Info Star[11] w kategorii propagowanie informatyki.
- Laureat nagrody NASK im. prof. Tomasza Hofmokla.
- Nagroda PTI z okazji Dni Społeczeństwa Informacyjnego.
- odznaką honorową „Zasłużony dla Łączności” (2005).
- Medal XXX-lecia PTI (2011).
- Medal 70-lecia Polskiej Informatyki – przyznany przez Kapitułę PTI (2018).